# Tholen (gemeente)
| Gemeentegrenzen Wijkgrenzen Buurtgrenzen Autosnelweg Secundaire weg Spoorweg |  |  | ██ Geselecteerde gemeente ██ Bebouwd gebied ██ Bos of park ██ Binnenwater, rivier of kanaal |

Tholen en omgeving (2009)

Tholen (uitspraakⓘ) is een gemeente in de Nederlandse provincie Zeeland. De gemeente telt 26.851 inwoners (22 november 2024, bron: CBS) en heeft een oppervlakte van 254,41 km² (waarvan 106,60 km² water).
De gemeente Tholen bestaat uit de eilanden Tholen en Sint Philipsland, met rondom water Oosterschelde, Keeten, Mastgat, Krabbenkreek, Zijpe, Slaak, Schelde-Rijnkanaal en Zoommeer.
In 1971 werden alle gemeenten op het eiland Tholen samengevoegd. Opgeheven werden de gemeenten Tholen, Oud-Vossemeer, Poortvliet, Scherpenisse, Sint-Annaland, Sint-Maartensdijk en Stavenisse. Het gemeentehuis werd gevestigd in Sint-Maartensdijk. Op 2 januari 2008 werd een nieuw gemeentehuis geopend in de stad Tholen. In 1995 werd de gemeente uitgebreid met de gemeente Sint Philipsland op het gelijknamige eiland. 
Het overwegend gereformeerde Tholen is gericht op het katholieke Bergen op Zoom.
De naam Tholen verwijst naar de tol die werd geheven op de Eendracht (sinds 1975 het Schelde-Rijnkanaal geheten) en de Striene. Sinds 1994 heeft de gemeente een stedenband met de Poolse gemeente Iława.

## Kernen
| Woonplaats (BAG)  | Inwoners 2023 |
| ----------------- | ------------- |
| Oud-Vossemeer     | 2.740         |
| Poortvliet        | 1.795         |
| Scherpenisse      | 1.870         |
| Sint-Annaland     | 4.035         |
| Sint-Maartensdijk | 3.570         |
| Sint Philipsland  | 2.745         |
| Stavenisse        | 1.705         |
| Tholen            | 8.365         |

Verder zijn er de buurtschappen Anna Jacobapolder, Botshoofd, De Sluis, Strijenham en Westkerke.

## Gemeenteraad
De gemeenteraad van Tholen bestaat sinds de verkiezingen van 3 maart 2010 uit 21 zetels. Hieronder staat de samenstelling van de gemeenteraad sinds 1998. Zetels van coalitiepartijen zijn vetgedrukt:
| Partij                                      | 1998 | 2002 | 2006 | 2010 | 2014 | 2018 | 2022 |
| ------------------------------------------- | ---- | ---- | ---- | ---- | ---- | ---- | ---- |
| SGP                                         | 5    | 6    | 4*   | 6    | 6    | 6    | 7    |
| VVD                                         | 3    | 2    | 2    | 3    | 2    | 3    | 3    |
| ChristenUnie                                | 2    | 2    | 2    | 2    | 3    | 3    | 3    |
| ABT                                         | -    | 2    | 2    | 2    | 3    | 2    | 3    |
| CDA                                         | 3    | 2    | 2    | 3    | 2    | 2    | 2    |
| Partij van de Arbeid (Nederland)/GroenLinks | -    | -    | -    | -    | -    | 2    | 2    |
| SP                                          | -    | -    | -    | 2    | 3    | 1    | 1    |
| PVV                                         | -    | -    | -    | -    | -    | 2    | -    |
| PvdA                                        | 5    | 4    | 6    | 3    | 2    | -    | -    |
| D66                                         | 1    | 1    | -    | -    | -    | -    | -    |
| Totaal                                      | 19   | 19   | 19   | 21   | 21   | 21   | 21   |

* = in april 2006 heeft een lid van de SGP-fractie zich afgesplitst, en is die verdergegaan als de Reformatorische Fractie Tholen

## Aangrenzende gemeenten
| Aangrenzende gemeenten | Aangrenzende gemeenten | Aangrenzende gemeenten | Aangrenzende gemeenten | Aangrenzende gemeenten  |
| ---------------------- | ---------------------- | ---------------------- | ---------------------- | ----------------------- |
| Schouwen-Duiveland     |                        |                        |                        | Goeree-Overflakkee (ZH) |
|                        |                        |                        |                        |                         |
| Noord-Beveland         | Steenbergen (NB)       |                        |                        |                         |
|                        |                        |                        |                        |                         |
| Kapelle                |                        | Reimerswaal            |                        | Bergen op Zoom (NB)     |

## Cultuur

### Monumenten
In de gemeente zijn er een aantal rijksmonumenten en oorlogsmonumenten, zie:
- Lijst van rijksmonumenten in Tholen (gemeente)
- Lijst van oorlogsmonumenten in Tholen

### Kunst in de openbare ruimte
In de gemeente zijn diverse beelden, sculpturen en objecten geplaatst in de openbare ruimte, zie:
- Lijst van beelden in Tholen

In het raadhuis hangt een aantal geschilderde portretten van de familie Was, prominente inwoners in de 19e eeuw.

## Natuur
De gemeente ligt voor een deel (water en schorren) in het Natura 2000-gebied (en nationaal park) Oosterschelde, zo ook het natuurgebied Het Rammegors tussen Tholen en Sint Philipsland. Ten noordwesten van de stad Tholen ligt het natuurgebied Thoolse dijkbeemden. Aan de zuidkant is het Natura 2000-gebied Zoommeer. Noordwest van Sint Philipsland liggen Slikken van de Heen in het beoogde Natura 2000-gebied Krammer-Volkerak.

## Havens
Bij de stad Tholen ligt de Nieuwe Haven waar de jachthaven uitgebaat wordt door de watersportvereniging WSV De Kogge.
Bij Stavenisse wordt de jachthaven beheerd door de Sportvissers en Watersportvereniging Stavenisse (SWS). 
In Sint-Annaland is de Watersportvereniging Sint-Annaland (WSV Sint-Annaland) verantwoordelijk voor de haven.
In alle havens zijn passantenplaatsen voorzien.

## Stedenband
De gemeente Tholen heeft een stedenband met het Poolse Iława sinds 1994.